# 羅陰県
羅陰県（らいん-けん）は、中華人民共和国山西省にかつて存在した県。現在の太原市陽曲県東部に相当する。
唐代の624年（武徳7年）に設置され、627年（貞観元年）に廃止された。